# Walter Wischniewsky
Walter Wischniewsky (* 16. September 1912 in Berlin; † 1. Februar 1995 ebenda) war ein deutscher Filmeditor.

## Leben
Er begann 1932 seine Tätigkeit beim Film in Berlin als Schnittassistent und arbeitete ab 1936 als Editor. Zunächst wirkte er für kleinere Unternehmen und war seit Beginn des Zweiten Weltkrieges bei der UFA beschäftigt, ungenannt auch bei dem Prestigefilm Münchhausen. Manchmal wurde er als Regieassistent und Produktionsleiter eingesetzt.
Nach Kriegsende konnte er ab 1947 seinen Beruf fortsetzen und wurde einer der meistbeschäftigten Filmeditoren des deutschen Films der 50er und 60er Jahre. Besonders oft arbeitete er für den Berliner Produzenten Artur Brauner in dessen CCC-Filmstudios. Insgesamt wirkte Wischniewsky in seiner Funktion an mehreren hundert Filmen mit. 1975 zog er sich ins Privatleben zurück.

## Filmografie (Auswahl)
- 1936: Das Veilchen vom Potsdamer Platz
- 1937: Der Lachdoktor
- 1937: Man spricht über Jacqueline
- 1938: Schatten über St. Pauli
- 1938: Mordsache Holm
- 1939: Drei wunderschöne Tage
- 1939: Kennwort Machin
- 1939: Morgen werde ich verhaftet
- 1940: Zwischen Hamburg und Haiti
- 1940: Aus erster Ehe
- 1940: Die Rothschilds
- 1941: Annelie
- 1941: Jungens
- 1942: Der 5. Juni
- 1943: Münchhausen
- 1944: Junge Herzen
- 1944: Junge Adler
- 1944: Nora
- 1944/52: Das Mädchen Juanita
- 1944/54: Ein toller Tag
- 1945: Befreite Musik (Dokumentarfilm)
- 1947: Herzkönig
- 1948: Berliner Ballade
- 1948: Morituri
- 1948: Beate
- 1949: Mädchen hinter Gittern
- 1949: Martina
- 1949: Anonyme Briefe
- 1949: Nächte am Nil
- 1949: 0 Uhr 15 Zimmer 9
- 1950: Die Treppe
- 1950: Herrliche Zeiten
- 1950: Pikanterie
- 1951: Es geht nicht ohne Gisela
- 1951: Sündige Grenze
- 1952: Meine Frau macht Dummheiten
- 1952: Cuba Cabana
- 1952: Heimweh nach Dir
- 1952: Der Fürst von Pappenheim
- 1952: Ferien vom Ich
- 1953: Heimlich, still und leise
- 1953: Wenn der weiße Flieder wieder blüht
- 1954: Die tolle Lola
- 1954: Das ideale Brautpaar
- 1954: Clivia
- 1954: Fräulein vom Amt
- 1954: An jedem Finger zehn
- 1955: Liebe, Tanz und 1000 Schlager
- 1955: Hotel Adlon*
- 1955: Eine Frau genügt nicht?
- 1956: Musikparade
- 1956: Ich und meine Schwiegersöhne
- 1956: Die wilde Auguste
- 1956: Das Bad auf der Tenne
- 1956: Die Stimme der Sehnsucht
- 1956: Von der Liebe besiegt
- 1957: Die Frühreifen
- 1957: Anders als du und ich
- 1957: Tolle Nacht
- 1957: Der Graf von Luxemburg
- 1958: Ihr 106. Geburtstag
- 1958: Münchhausen in Afrika
- 1958: Gestehen Sie, Dr. Corda!
- 1958: Italienreise – Liebe inbegriffen
- 1959: Marili
- 1959: Melodie und Rhythmus
- 1959: Und das am Montagmorgen
- 1959: Der Tiger von Eschnapur
- 1959: Das indische Grabmal
- 1960: Die 1000 Augen des Dr. Mabuse
- 1960: Liebling der Götter
- 1960: Sabine und die 100 Männer
- 1961: Und sowas nennt sich Leben
- 1961: Es muß nicht immer Kaviar sein
- 1961: Diesmal muß es Kaviar sein
- 1961: Via Mala
- 1962: Ich bin auch nur eine Frau
- 1962: Der Fluch der gelben Schlange
- 1962: Das Testament des Dr. Mabuse
- 1962: Frauenarzt Dr. Sibelius
- 1962: Das Geheimnis der schwarzen Koffer
- 1963: Der Henker von London
- 1963: Scotland Yard jagt Dr. Mabuse
- 1963: Der Würger von Schloss Blackmoor
- 1963: Frühstück im Doppelbett
- 1964: Das Phantom von Soho
- 1964: Das Ungeheuer von London-City
- 1964: Freddy und das Lied der Prärie
- 1964: Das siebente Opfer
- 1965: Mädchen hinter Gittern
- 1965: Der Schatz der Azteken
- 1965: Die Pyramide des Sonnengottes
- 1965: Durchs wilde Kurdistan
- 1965: Im Reiche des silbernen Löwen
- 1966: Wer kennt Johnny R.?
- 1968: Willst Du ewig Jungfrau bleiben?
- 1971: Sex-Report blutjunger Mädchen